# Barracuda 945
Barracuda 945 è un romanzo di Patrick Robinson del 2003.

## Trama
Ray Kerman, maggiore del SAS, lo Special Air Service britannico, è una delle voci più autorevoli dell'Occidente in merito alle tattiche di guerriglia e infiltrazione e conosce ogni tipo di arma. Cresciuto nella società inglese, nella quale i genitori iraniani si sono integrati perfettamente, porta in realtà in sé, inconsapevolmente, l'eredità delle sue origini: la madre lo ha infatti segretamente istruito alla religione islamica. Durante un'esercitazione in Israele il suo senso di appartenenza al mondo islamico si rivela nel momento in cui, per istinto, salva una donna palestinese minacciata dall'esercito israeliano e se ne innamora. Dopo l'episodio il maggiore sparisce e se ne perdono le tracce. Segnali preoccupanti rivelano che potrebbe aver scelto di utilizzare le sue preziose competenze al servizio di Hamas, il movimento integralista islamico per la liberazione della Palestina. Sono dunque in pericolo le strategie degli eserciti occidentali utilizzate fino ad allora e la marina statunitense si deve confrontare con il micidiale sottomarino "invisibile", il Barracuda 945, di cui Kerman è entrato in possesso.

## Edizioni
- Patrick Robinson, Barracuda 945, Longanesi, 2004, ISBN 88-304-2116-2.